# Huub Sijen
Hubertus „Huub“ Sijen (* 21. November 1918 in Maastricht; † 22. Februar 1965 in Geelen) war ein niederländischer Radrennfahrer und nationaler Meister im Radsport.

## Sportliche Laufbahn
Sijen war im Straßenradsport aktiv. Von 1937 bis 1952 war er Unabhängiger und Berufsfahrer. 1939 gewann er die Straßenmeisterschaft der Unabhängigen. Im Rennen La Flèche Wallonne 1939 kam er hinter Edmond Delathouwer auf den 2. Platz. 1940 und 1946 gewann er eine Etappe der Katalonien-Rundfahrt. 1947 siegte er in der niederländischen Limburg-Rundfahrt. Er gewann in seiner Karriere eine Reihe von Kriterien in seiner Heimat und in Belgien. 
Dritter wurde Sijen 1942 und 1946 in der nationalen Meisterschaft im Straßenrennen, 1944 und 1948 wurde er Vizemeister hinter Gerrit Schulte. Bei den Straßenradsport-Weltmeisterschaften 1948 wurde er 10. im Profirennen und war damit bester Niederländer. 
Die Vuelta a España 1946 beendete er nicht. Die Tour de France fuhr Sijen dreimal. 1939, 1947 und 1949 konnte er die Rundfahrt jeweils nicht beenden.